# Pribiš
Pribiš (Hongaars: Pribis) is een Slowaakse gemeente in de regio Žilina, en maakt deel uit van het district Dolný Kubín.
Pribiš telt 475 inwoners.